# Sainte-Anastasie (Gard)
Sainte-Anastasie è un comune francese di 1 670 abitanti situato nel dipartimento del Gard, nella regione dell'Occitania.

## Società

### Evoluzione demografica
Abitanti censiti